# Machadoessa
Machadoessa is een geslacht van hooiwagens uit de familie Assamiidae.
De wetenschappelijke naam Machadoessa is voor het eerst geldig gepubliceerd door Lawrence in 1951. 

## Soorten
Machadoessa is monotypisch en omvat slechts de volgende soort:
- Machadoessa inops